# Boldklubben 1909
A Boldklubben 1909 egy dán labdarúgócsapat. A klubot 1909-ben alapították, székhelye Odense városa. 2006-ban a klub egyesült másik két csapattal, a Boldklubben 1913-mal és a Dalum IF-fel, ezzel létrejött az FC Fyn, amely jelenleg a másodosztályban szerepel.

## Sikerek
- Bajnok:
  - 1959, 1964
- Kupagyőztes:
  - 1962, 1971

## Jelenlegi keret
| # |      | Poszt | Név                |
| - | ---- | ----- | ------------------ |
| 1 | DNK  | K     | Tommy Edelweiss    |
| 2 | EGY  | V     | Raafat El Soussi   |
| 3 | DNK  | V     | Bjorn Bischoff     |
| 4 | DNK  | KP    | Lars Frederiksen   |
| 5 | Irak | KP    | Mohammed Al-Zeyadi |
| 6 | BIH  | KP    | Amil Elezovic      |
| 7 | DNK  | V     | Frederik Rasmussen |
| 8 | DNK  | V     | Ismail Aslam       |
| 9 | DNK  | CS    | Martin Hauegaard   |

| #  |        | Poszt | Név              |
| -- | ------ | ----- | ---------------- |
| 11 | DNK    | KP    | Chris Hedelund   |
| 12 | DNK    | KP    | Peter Wamberg    |
| 13 | Zambia | V     | Andrew Tembo     |
| 17 | DNK    | KP    | Marc Eliasen     |
| 18 | POL    | KP    | Martin Masiewicz |
| 19 | THA    | KP    | Siamak Sohrabi   |
| 20 | DNK    | CS    | Simon Jorgensen  |
| 22 | DNK    | K     | Per Hansen       |
| 23 | Zambia | CS    | Serge Bodjo      |

## Külső hivatkozások
- Hivatalos weboldal